# Feliks Starzec
Feliks Starzec (ur. 12 sierpnia 1920 w Woli Drzewieckiej, zm. 27 lipca 1974 w Warszawie) – polski działacz ruchu ludowego, dziennikarz i polityk, poseł na Sejm PRL III, IV, V i VI kadencji.

## Życiorys
Syn Franciszka i Marii. W czasie wojny walczył w Batalionach Chłopskich i współorganizował tajne nauczanie. Później działał w ruchu młodzieżowym i ludowym. W 1945 wstąpił do Stronnictwa Ludowego. W latach 1947–1948 pełnił funkcję prezesa Wojewódzkiego Związku Młodzieży Wiejskiej RP „Wici” w Łodzi, a po zjednoczeniu w 1948 organizacji młodzieżowych został przewodniczącym Zarządu Wojewódzkiego Związku Młodzieży Polskiej w Łodzi. W 1950 objął stanowisko zastępcy kierownika wydziału organizacyjnego Zarządu Głównego ZMP, a potem pełnił obowiązki kierownika wydziału młodzieży wiejskiej ZG ZMP. Od 1947 do 1956 zasiadał w Radzie Naczelnej kolejno Stronnictwa Ludowego (do 1949) i Zjednoczonego Stronnictwa Ludowego oraz w prezydium Zarządu Głównego Związku Młodzieży Wiejskiej. W 1952 uzyskał wykształcenie wyższe na Wydziale Prawno-Ekonomicznym Uniwersytetu Łódzkiego i podjął pracę w redakcji „Woli Ludu”, a następnie „Nowej Wsi” (pracował w niej w latach 1952–1957). Od 1957 do 1961 pełnił funkcję redaktora naczelnego „Zarzewia”, a w latach 1961–1965 „Tygodnika Kulturalnego”. Od 1965 do 1968 był prezesem Wojewódzkiego Komitetu ZSL w Koszalinie, a w latach 1968–1974 redaktorem naczelnym „Zielonego Sztandaru”. Był autorem wielu publikacji na tematy społeczno-gospodarcze wsi.
W latach 1959–1962 zasiadał w prezydium Naczelnego Komitetu ZSL, a od 1964 do 1969 był zastępcą członka NK, skąd przeszedł do sekretariatu NK ZSL (zasiadając w nim do końca życia). W 1961, 1965, 1969 i 1972 uzyskiwał mandat posła na Sejm PRL. Przez cztery kadencje zasiadał w Komisji Planu Gospodarczego, Budżetu i Finansów, której w trakcie V kadencji był zastępcą przewodniczącego. Tej kadencji zasiadał również w Komisji Mandatowo-Regulaminowej. Zmarł w trakcie kadencji, pochowany na Cmentarzu Wojskowym na Powązkach (kwatera C33-6-20).

## Odznaczenia
- Order Sztandaru Pracy II klasy
- Krzyż Oficerski Orderu Odrodzenia Polski
- Krzyż Kawalerski Orderu Odrodzenia Polski
- Złoty Krzyż Zasługi (1955)[2]
- Krzyż Partyzancki (dwukrotnie)
- Order Krzyża Grunwaldu
- Medal 30-lecia Polski Ludowej
- Medal 10-lecia Polski Ludowej (1955)[3]
- Odznaka 1000-lecia Państwa Polskiego (1966)[4]
- Złote Odznaczenie im. Janka Krasickiego (1958)[5]
- Złota honorowa odznaka Związku Młodzieży Wiejskiej (1970)[6]